# François Affolter
François Jacques Affolter (* 13. März 1991 in Biel) ist ein Schweizer Fussballspieler.

## Spielerkarriere

### Vereine
Affolter stammt aus der Fussballschule des FC Biel-Bienne und wechselte 2007 zum BSC Young Boys. Er gab sein Debüt in der Super League am 14. September 2008 beim 2:1-Auswärtssieg über den AC Bellinzona. Am 2. Oktober 2008 spielte der Verteidiger erstmals im UEFA-Cup. Bei der 0:2-Auswärtsniederlage beim FC Brügge spielte er die kompletten 90 Minuten.
Am 24. Januar 2012 wechselte Affolter bis zum Jahresende auf Leihbasis mit Kaufoption zu Werder Bremen. Sein Bundesligadebüt gab er anlässlich des 19. Spieltages am 28. Januar 2012 im Heimspiel gegen Bayer 04 Leverkusen. Bei den Bremern konnte er sich in der Innenverteidigung bis zum Saisonende neben Sokratis behaupten. Er profitierte auch von den längeren Verletzungen von Naldo und Sebastian Prödl.
Zur Saison 2012/13 kehrten die Verletzten zurück, und Naldo wurde durch Assani Lukimya ersetzt. Fortan musste sich Affolter mit der Nummer vier in der Innenverteidigung abfinden. Dies wurde auch durch seine Teilnahme am Olympischen Fussballturnier 2012, wodurch er Teile der Sommervorbereitung verpasste, begünstigt. In der Hinrunde wurde Affolter nicht mehr berücksichtigt. Spielpraxis sammelte er teilweise in der zweiten Mannschaft in der viertklassigen Regionalliga Nord. Zum Jahresende 2012 nutzte Werder Bremen die vereinbarte Kaufoption nicht, und Affolter kehrte zum Jahreswechsel zum BSC Young Boys zurück.
Affolter wechselte zu Beginn des Jahres 2014 zum FC Luzern. Von den Innerschweizern erhielt er einen langfristigen Vertrag bis Juni 2018.
Am 19. Juli 2017 wurde bekannt, dass der Vertrag mit dem FC Luzern im gegenseitigen Einverständnis vorzeitig aufgelöst wurde. Kurze Zeit später wechselte er in die Major League Soccer zu den San José Earthquakes und unterzeichnete einen Vertrag bis Ende 2019.
Ab Februar 2020 spielte er wieder in der Schweiz für den Challenge-League-Club FC Aarau.
Von September 2020 bis Januar 2022 war Affolter beim FC Chiasso unter Vertrag.
Ab Februar 2022 stand er bei seinem Jugendklub FC Biel-Bienne unter Vertrag. Mit der Saison 2023/24 endete seine Profikarriere.

### Nationalmannschaften
Am 3. August 2010 wurde Affolter zum ersten Mal für die Schweizer Nationalmannschaft nominiert und kam acht Tage später im Spiel gegen Österreich zu seinem Debüt. U-21-Nationaltrainer Pierluigi Tami nominierte Affolter für das Kader für die U-21 Europameisterschaft 2011 in Dänemark, in der er mit seiner Mannschaft den zweiten Platz belegte. Obwohl er zur Startformation gehörte und im ersten Spiel gegen Dänemark durchspielte, verpasste er den Rest des Turniers aufgrund eines Muskelrisses im rechten Oberschenkel.
Im Sommer 2012 nahm er mit der Schweizer Olympiamannschaft am Olympischen Fussballturnier in London teil. Für die Schweiz war dies die erste Teilnahme nach 84 Jahren. Er kam zu einem Einsatz.

## Titel und Erfolge
- Finalist an der U-21 Europameisterschaft 2011
- Teilnahme am Olympischen Fussballturnier 2012 in London